# OHRA
OHRA is een handelsmerk van onderdelen van de Nationale-Nederlanden en van de CZ Groep.
OHRA is van oudsher een direct writer. De klant kan bij OHRA rechtstreeks verzekeringen en financiële diensten afsluiten, via de telefoon, internet en de post.

## Geschiedenis
OHRA is opgericht in 1925. De naam is oorspronkelijk de afkorting van Onderlinge ziektekostenverzekeringsfonds van Hoogere RijksAmbtenaren.
In 1994 fuseerde OHRA met Nuts. In 1999 fuseerde het nieuwe bedrijf Nuts OHRA Beheer met Delta Lloyd tot Delta Lloyd Nuts OHRA. Sinds 2002 noemt het concern zich Delta Lloyd Groep.
Diverse onderdelen van OHRA zijn geïntegreerd in overeenkomstige onderdelen van Delta Lloyd. Door de overname van Delta Lloyd door NN Group (Nationale-Nederlanden) in 2017 vallen deze, evenals de overige onderdelen van het voormalige Delta Lloyd, onder NN Group, al of niet nog onder de naam OHRA.
De financiële diensten die onder de naam OHRA Bank geleverd werden zijn ook overgegaan op Nationale-Nederlanden. Sinds 2020 wordt de naam OHRA daarbij ook niet meer gebruikt.

## Bedrijfsonderdelen van NN Group N.V. die gebruik maken van de handelsnaam OHRA
Tot NN Group N.V. behoren onderstaande bedrijfsonderdelen die gebruikmaken van de handelsnaam OHRA:
- Nationale-Nederlanden Schadeverzekering Maatschappij N.V. Dit bedrijfsonderdeel maakt gebruik van de handelsnaam OHRA Schadeverzekeringen. Bij de rechtsbijstandverzekeringen van OHRA wordt de rechtsbijstand uitgevoerd door DAS Nederlandse Rechtsbijstand Verzekeringmaatschappij N.V. vanaf 2025 wordt de OHRA rechtsbijstand uitgevoerd door ARAG.
- Nationale-Nederlanden Levensverzekering N.V. Dit bedrijfsonderdeel maakt gebruik van de handelsnaam OHRA Levensverzekeringen.
- Distributie Zorgverzekering B.V. Dit bedrijfsonderdeel maakt gebruik van de handelsnaam OHRA Zorg en bemiddelt zorgverzekeringen naar OHRA Ziektekostenverzekeringen NV (zie hieronder).

## Bedrijfsonderdeel van de CZ Groep dat gebruikmaakt van de handelsnaam OHRA
Een bedrijfsonderdeel van de CZ Groep dat gebruikmaakt van de handelsnaam OHRA is:
- OHRA Ziektekostenverzekeringen NV (sinds 2009)

## Paarse krokodil
De bekendste verschijning in de reclamespotjes van OHRA is de paarse krokodil, een paarse opblaasbare krokodil. Deze was in 2004 voor het eerst te zien in een spotje van OHRA, waarin een moeder met haar dochtertje in een zwembad de paarse krokodil komt ophalen die zij daar heeft achtergelaten. Hierbij lijkt de man achter de balie zich om te draaien om de krokodil terug te geven, maar in plaats daarvan pakt hij een formulier dat de moeder in blokletters moet invullen en de volgende dag moet inleveren bij de Dienst Recreatie om de krokodil in ontvangst te nemen. Sindsdien staat de paarse krokodil symbool voor overdreven en klantonvriendelijke bureaucratie en regelzucht.

## Afbeeldingen

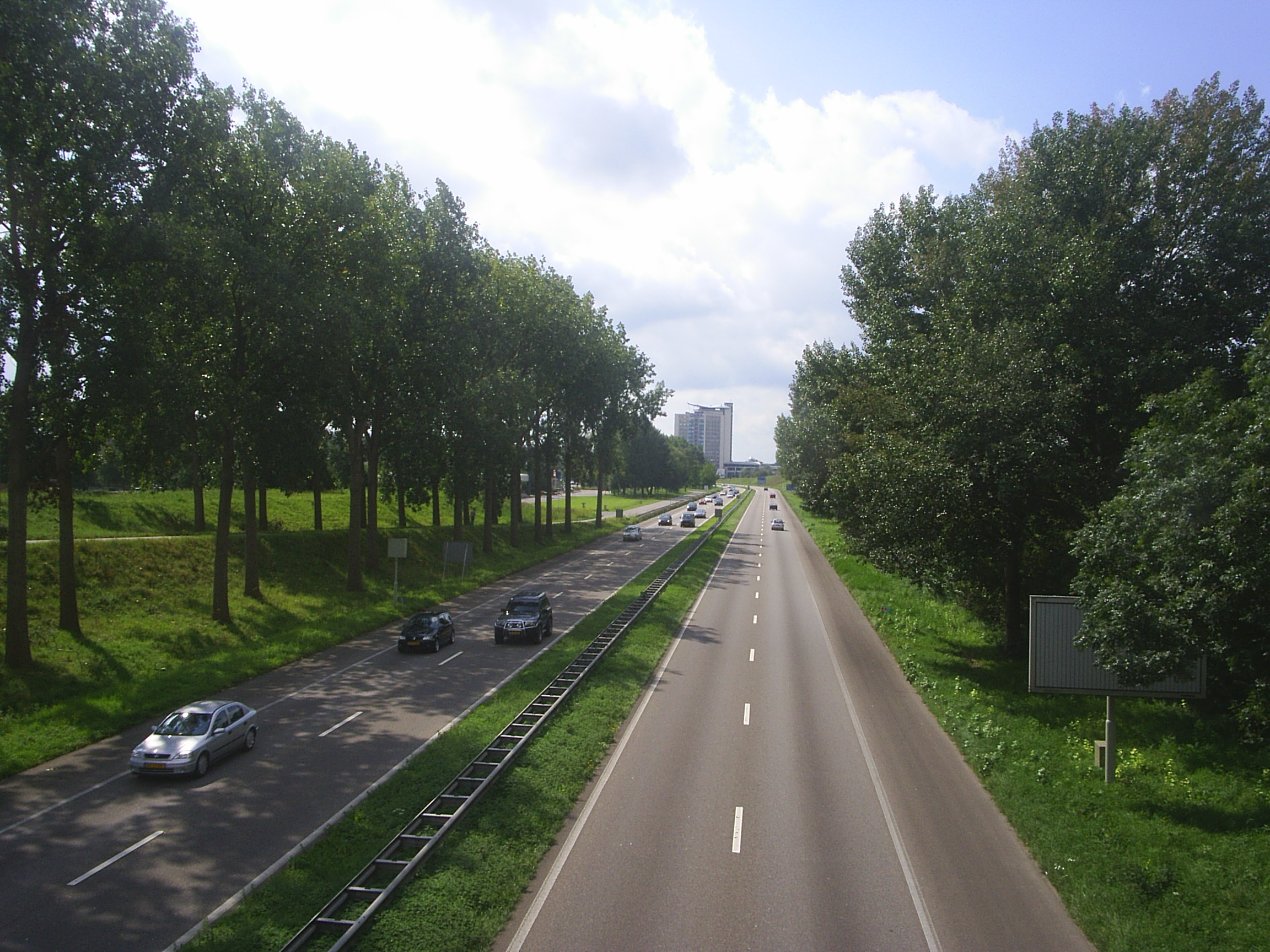
De A325 met op de achtergrond het OHRA-gebouw
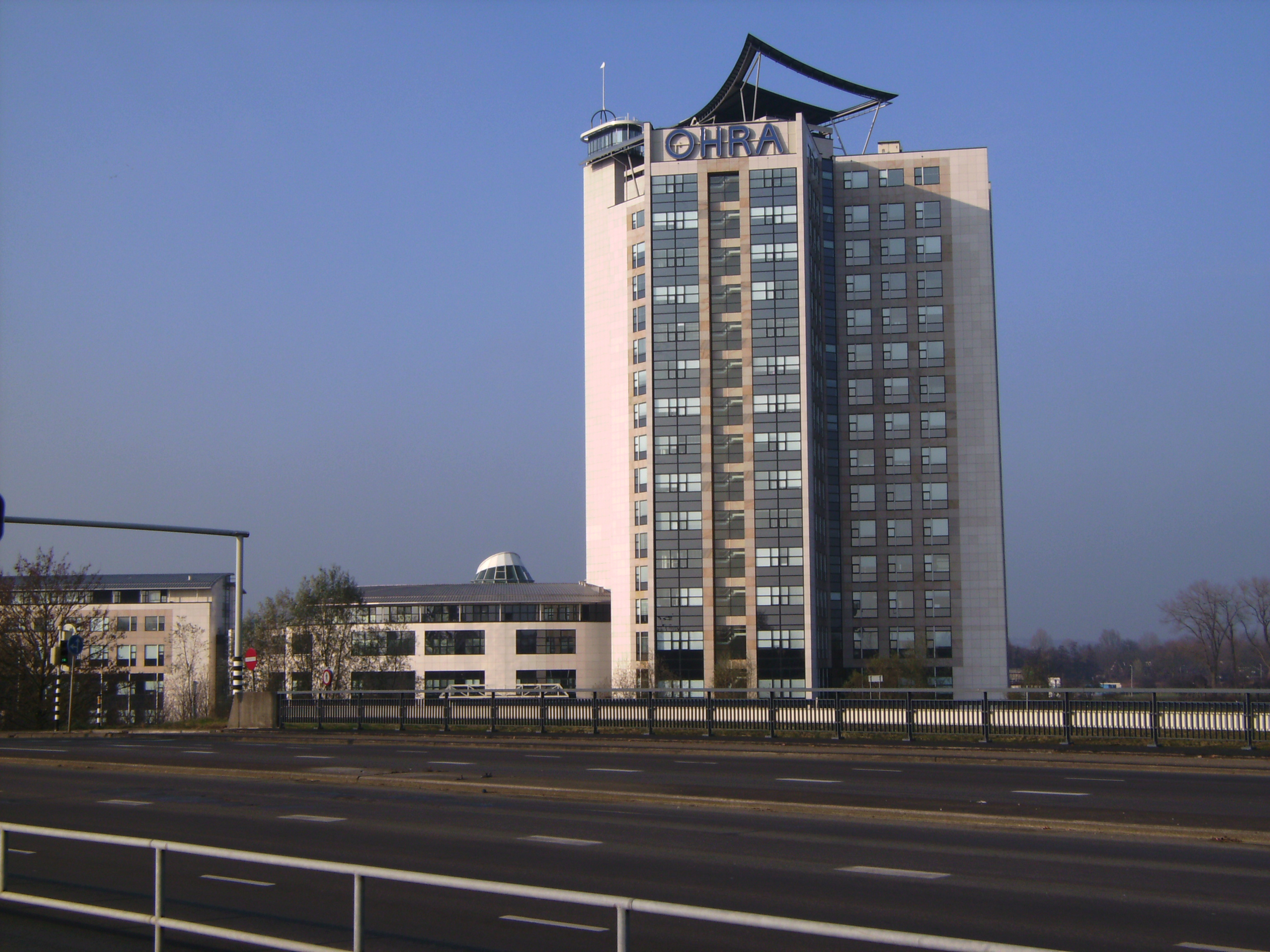
OHRA-gebouw vanaf Matserviadukt
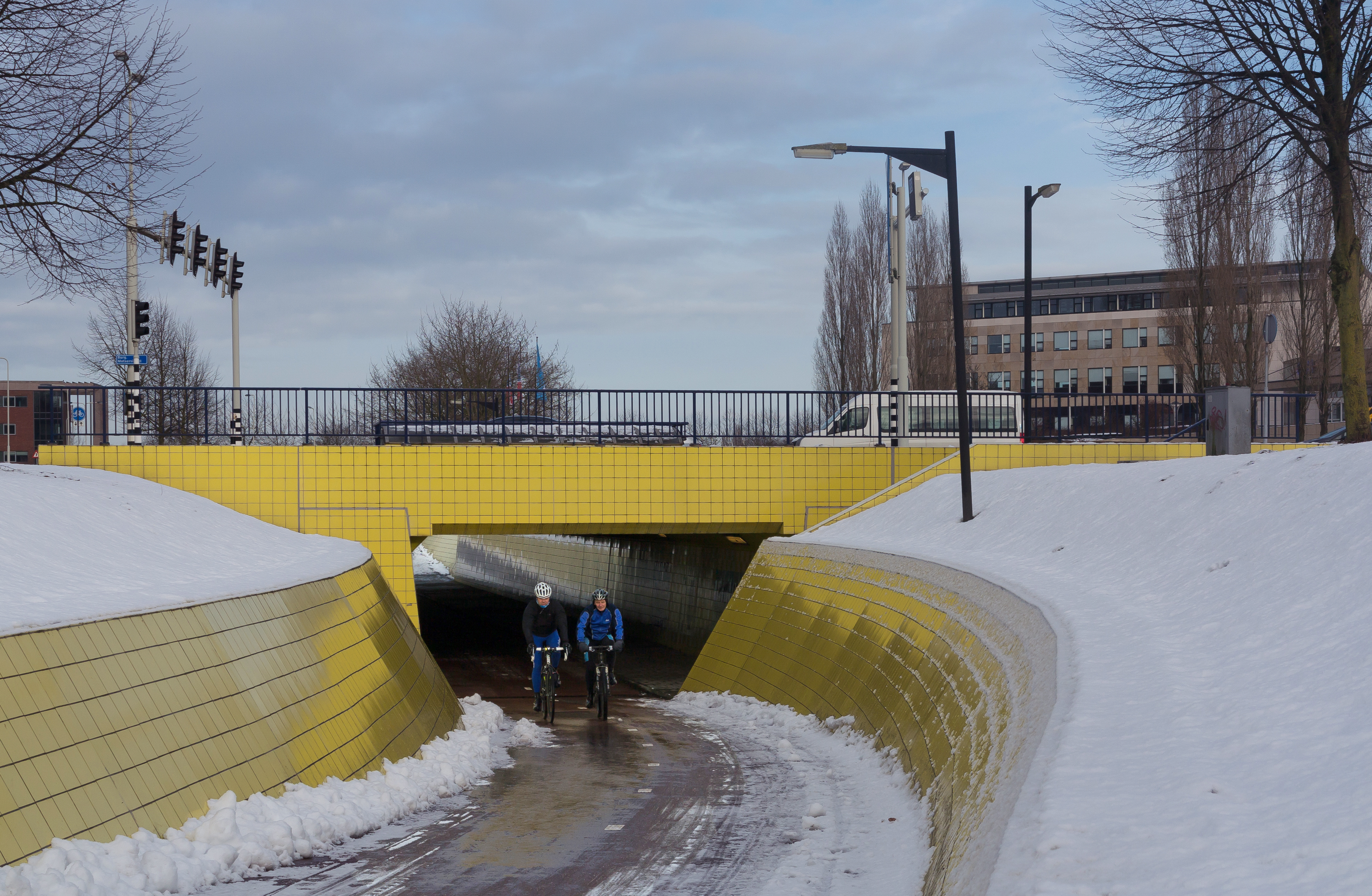
De OHRA-tunnel (voor fietsers)
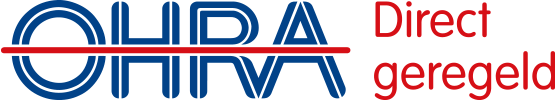
Bedrijfslogo 1982 - 2022
Huidig logo OHRA